# Evangelický kostel (Vysoká)
Evangelický kostel ve Vysoké v okrese Mělník je památkově chráněn od roku 1958.
Tajní nekatolíci tvořili většinu obyvatel obce, po vyhlášení tolerančního patentu se všechno obyvatelstvo obce hlásilo k reformovanému vyznání s výjimkou tří rodin. Sbor vytvořili koncem roku 1783, ačkoli jim v tom místní vrchnost bránila, ale guberniálním nařízením z 12. ledna 1784 byl sbor potvrzen.
Po vzniku Československa v roce 1918 vstoupil sbor do Českobratrské církve evangelické, v roce 2000 byl zrušen a připojen jako kazatelská stanice k mělnickému sboru.

## Kostel

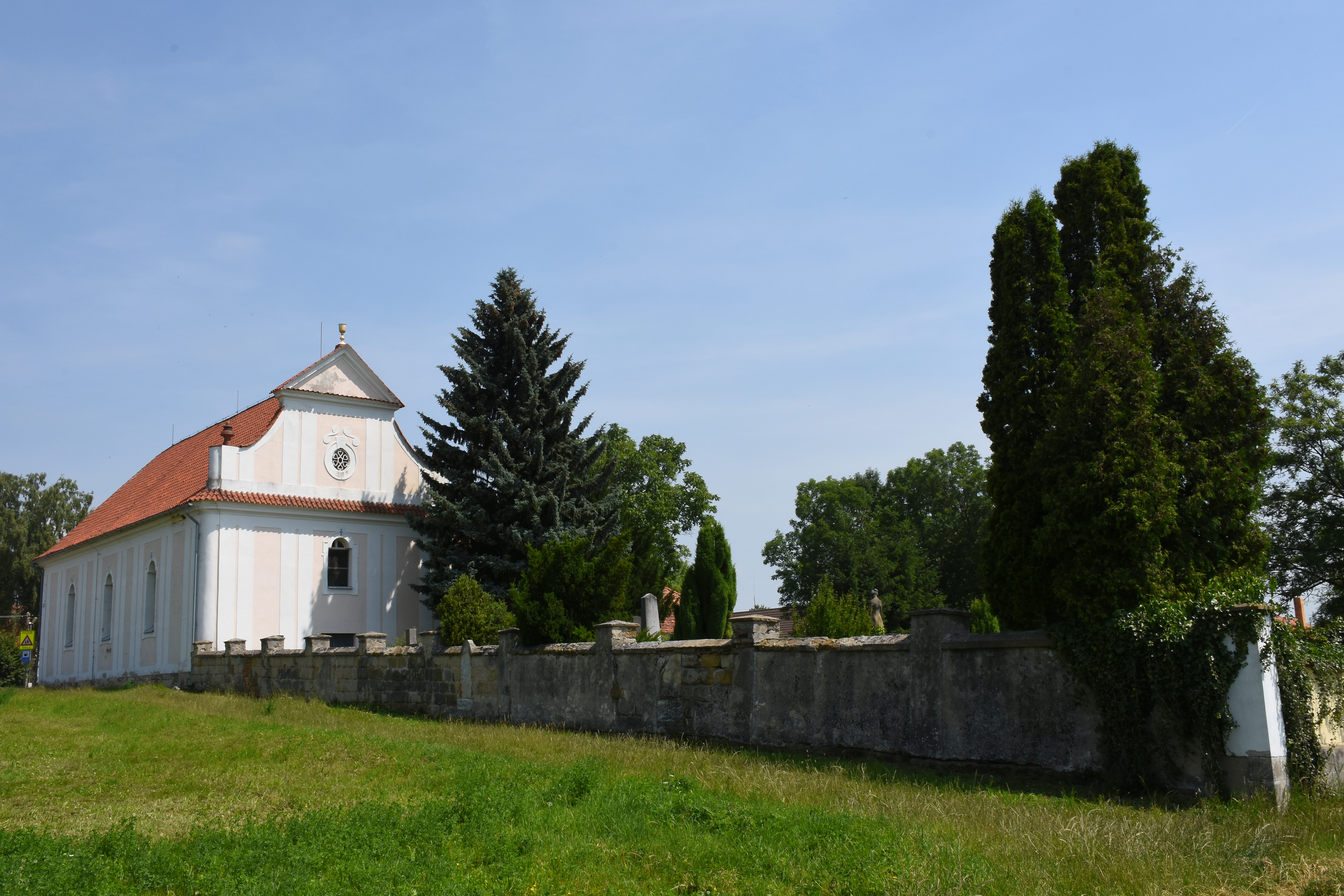
Vysoká, evangelická modlitebna

Toleranční kostel ve Vysoké je příkladem omezení evangelické církve v době po vydání tolerančního patentu v roce 1781. Protestantské sakrální stavby byly nazývány modlitebny a nesměly být nazývány kostely. Musela to být obdélná stavba bez věže a zvonů, musela vypadat jako stodola, okna musela být malá a bez ozdob, modlitebna musela být na okraji obce a mít vchod ze zadní strany z polí (ne z hlavní ulice).
Prvním kazatelem v letech 1783–1789 byl Petr Sikora, který do Vysoké přijel 17. prosince 1783. Ve Vysoké působil i Jan Végh.

### Architektura modlitebny

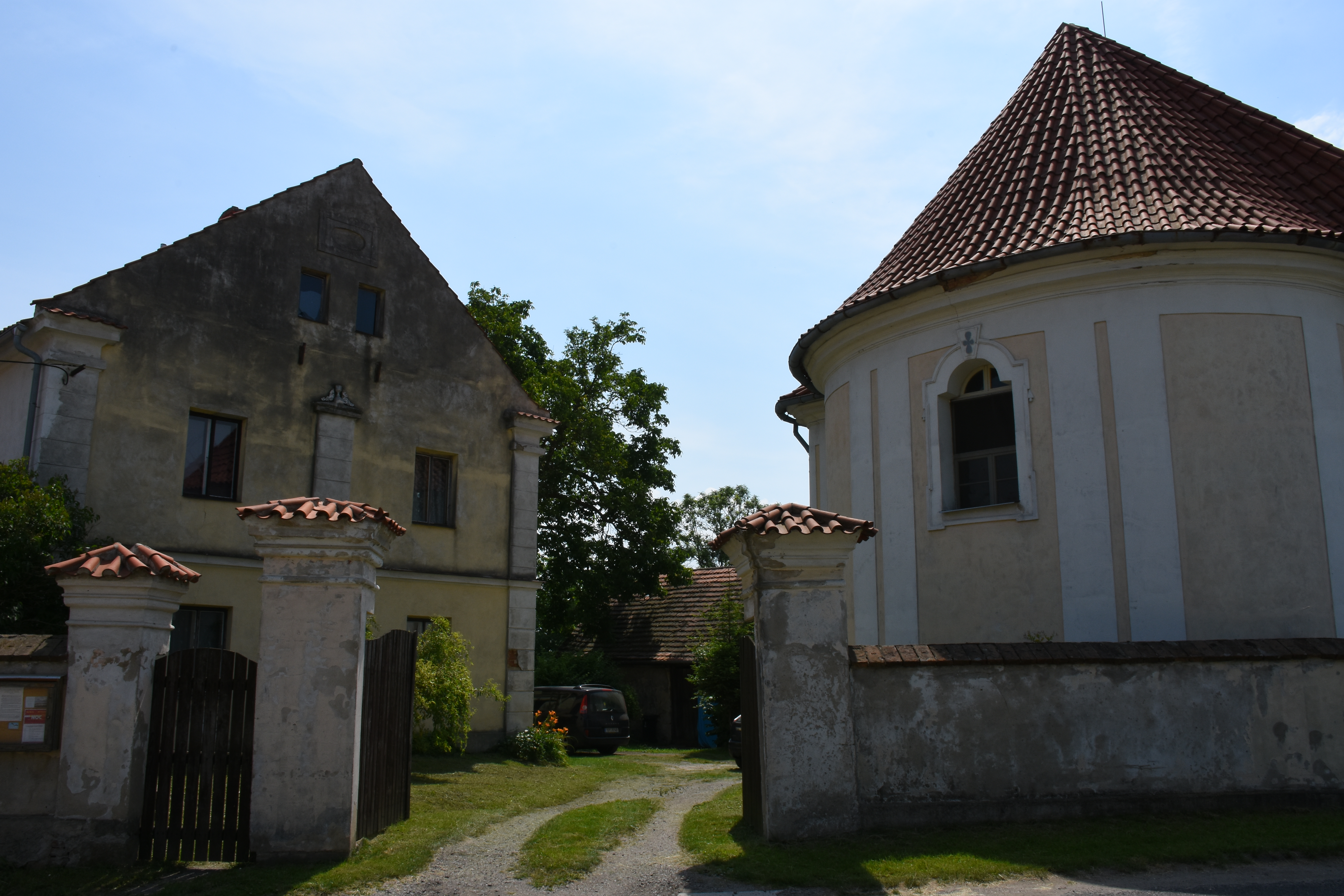
Vysoká, evangelický kostel, jiný pohled

Kostel je barokní stavbou z roku 1786. Je to obdélná jednolodní stavba s plochým stropem s apsidou orientovanou k severu.
Fasády jsou členěny lizenami, jsou ukončeny profilovanou římsou. Boční stěny lodi mají tři okenní osy s obdélnými okny s půlkruhovým záklenkem. Vstupní průčelí vrcholí štítem s frontonem, který je na vrcholu ozdoben zlaceným kalichem, po stranách jsou umístěny vázy.
Kostel měl při dokončení stavby v rozporu s omezeními tolerančního patentu oblouková okna a dveře. Stavebníci, tj. evangelický sbor, byli donuceni po vojenské exekuci oblouky vyzdít do obdélníkového tvaru. Evangelický sbor na tuto urážku nezapomněl; ihned v polovině 19. století po pádu tolerančních omezení (v době působení faráře Jana Šolína Ledeckého) přestavil okna do původního stavu a nad čtverhrannými okny byly obnoveny půlkruhové záklenky.
Kostel byl opravován v letech 1922–1923, v 60. a 70. letech 20. století, naposledy v kolem roku 2000.

### Vnitřní výzdoba
Uvnitř jsou dvě kruchty – na severní a jižní straně, na které jsou umístěny varhany.
V polovině západní strany je dřevěná barokní kazatelna. V centru kostela stojí stůl Páně, ke kterému jsou obráceny všechny lavice. Uspořádání rokokových lavic z druhé poloviny 18. století je původní, tvoří půlkruh kolem stolu Páně uprostřed.
Varhany byly pořízeny v roce 1873. Podlaha je z pískovcových desek.
Střecha je sedlová, krytá prejzy.

## Areál evangelického kostela
Areál evangelického kostela leží na jihovýchodním konci obce u silnice. Areál tvoří kostel v severozápadní části komplexu. Fara, zděná stodola a pětiboká márnice jsou stavbami z 19. století. Fara stojí na severu kolmo k budově kostela, stodola jižně od fary v centrální části. Jižně od budov leží hřbitov s márnicí. Hřbitov je z jižní strany uzavřen ohradní zdí, na severní straně ohradní zeď s bránou a brankou spojuje kostel a faru.
Předmětem památkové ochrany je kostel, fara, stodola, márnice, náhrobek rodiny Kučerovy, ohradní zeď s branami a pozemky areálu.

### Hřbitov

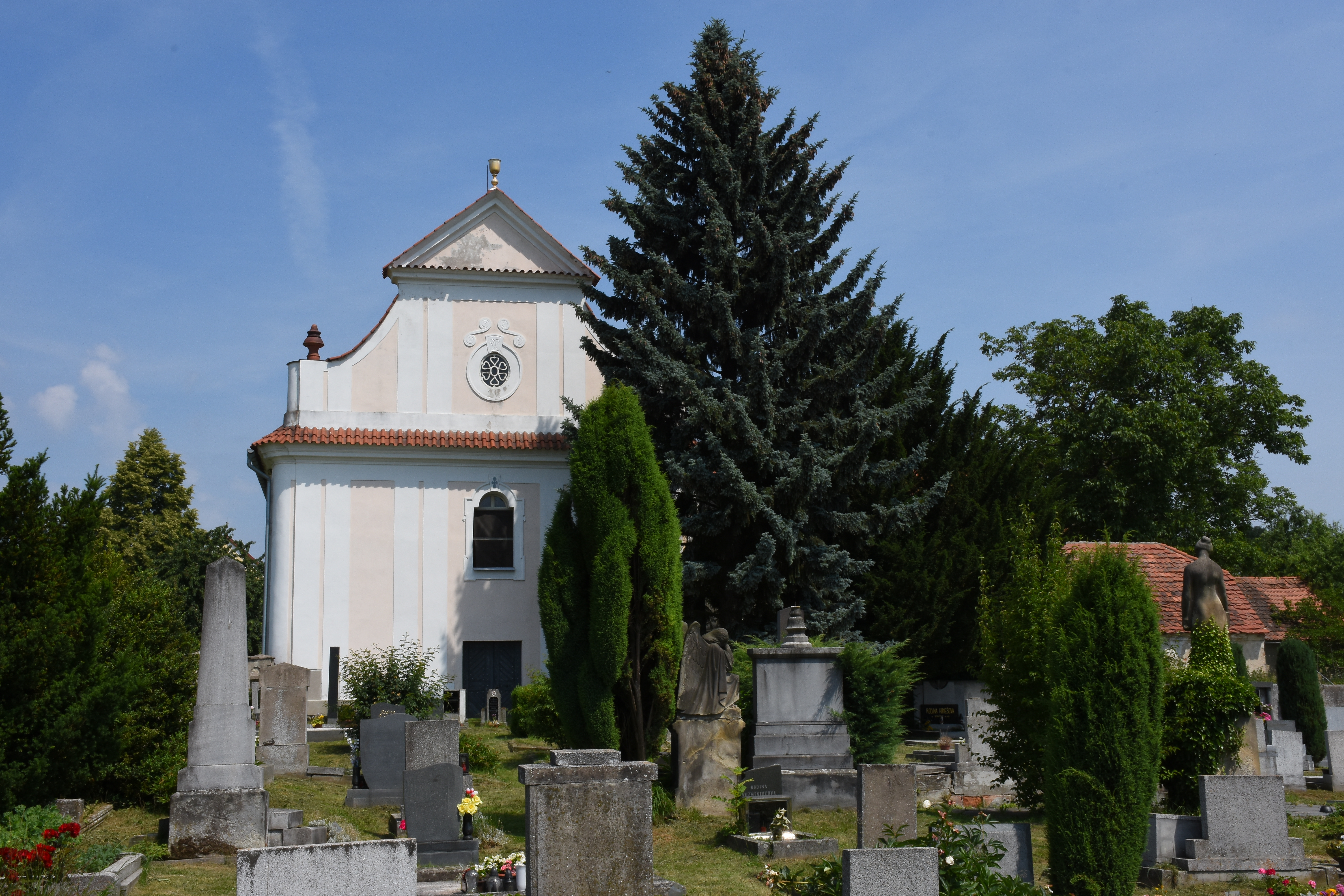
Evangelický kostel a okolní hřbitov

Hřbitov byl zřízen v době vzniku kostela, evangelické církvi patří dosud. Ohrazen byl v 80. letech 19. století.
Na hřbitově je náhrobek rodiny Kučerovy z roku 1909 od Josefa Gočára. Autorem sochy Inteligence je Josef Mařatka. Náhrobek je cenný pomník netypický ve venkovském prostředí.

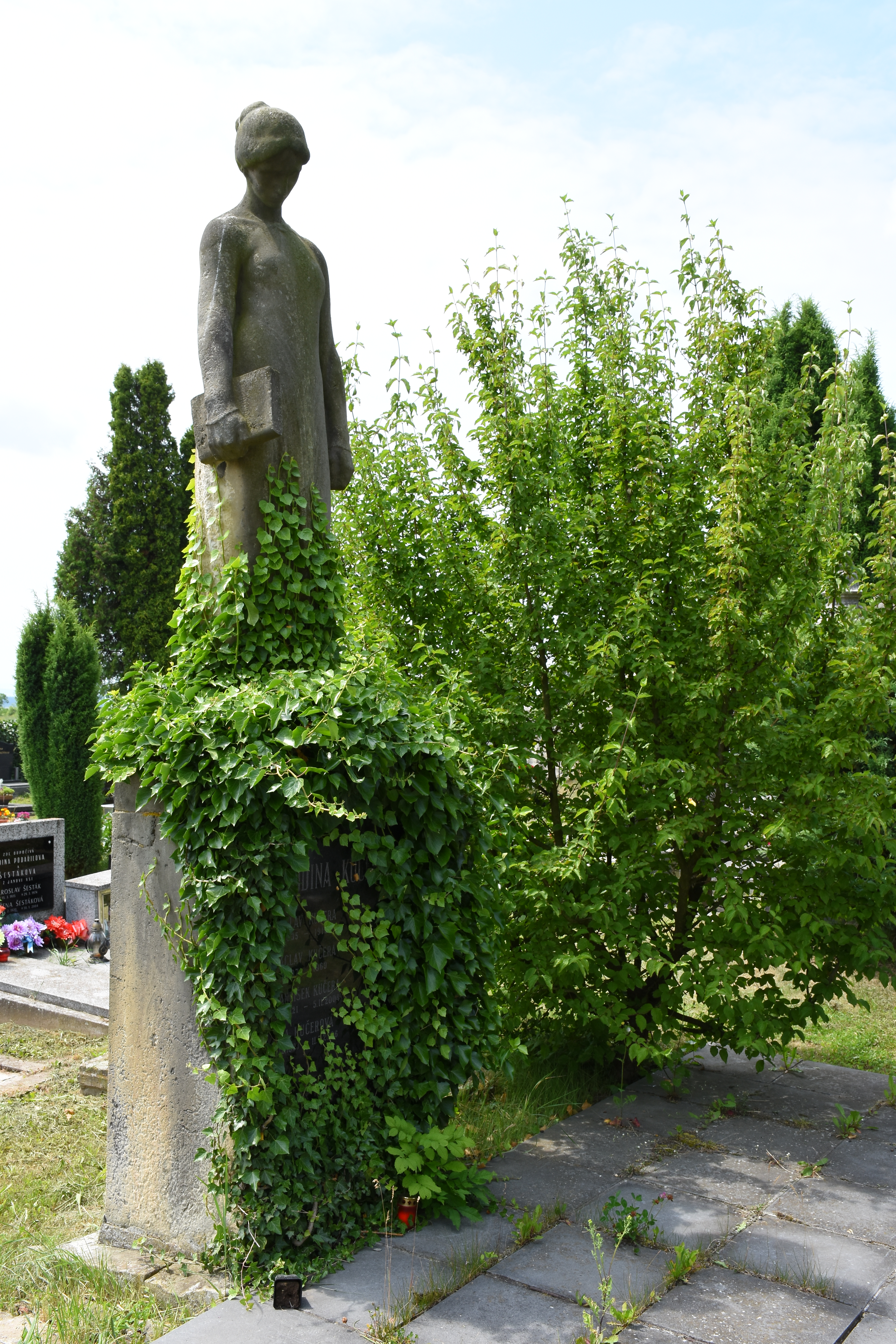
Mařatkův náhrobek Inteligence na evangelickém hřbitově ve Vysoké

#### Památník doby toleranční
V bývalé márnici historická společnost Veritas zřídila v roce 2003 stálou výstavu o tolerančních sborech a modlitebnách v Polabí. Zřizovatelem Památníku je Farní sbor Českobratrské církve evangelické v Mělníku. Autorkou výstavy je Eva Malmuková-Šasecí, evangelická historička a teoložka. Památník spravuje Výbor Památníku toleranční doby ve Vysoké.
Expozice Toleranční doba v srdci české země zachycuje toleranční dobu a jednotlivé evangelické sbory na Podřipsku, Mělnicku, Mladoboleslavsku a v okolí Prahy. Dvanáct výstavních panelů přibližuje toleranční dobu jako celek a evangelické sbory v popisovaném území v toleranční době: Vysoká, Nebužely, Mělnické Vtelno, Kovanec, Lysá nad Labem, Kšely, Libiš, Ledčice, Krabčice, Ctiněves, Praha a německý evangelický sbor v Habřině u Úštěku. Každý popisovaný sbor je doplněn historickou a současnou fotografií sborových budov.
V budoucnu má být expozice rozšířena o část věnovanou tolerančním pastorům a hudbě provozované v době toleranční na kruchtách v kostelích. V rohu hřbitova má být postavena vyhlídka s orientačním schématem a směrovkami k jednotlivým sborům.

### Fara
Fara byla postavena v letech 1877–1878, nová byla postavena v roce 1882. Současně se stavbou nové fary byla vykopána studna, která byla v meziválečném období nahrazena vodovodní přípojkou. Po roce 1945 byla na faře zřízena zimní modlitebna.

### Evangelická škola
Škola byla zřízena v roce 1789, téhož roku 2. října byl položen základní kámen pro novou školní budovu, v polovině 19. století byla nahrazena budovou novu. Právo veřejnosti škola získala v roce 1884, zrušena byla v roce 1904.

## Památková hodnota
Toleranční modlitebna je hodnotný evangelický kostel z roku 1786 bez pozdějších úprav s částečně dochovaným původním mobiliářem. Památkově chráněn je celý areál.